# بونغاني زونغو
بونغاني زونغو (بالإنجليزية: Bongani Zungu)‏ (مواليد 9 أكتوبر 1992) هو لاعب كرة قدم جنوب أفريقي يلعب حاليًا لصالح نادي ماميلودي صن داونز الجنوب أفريقي.

## المسيرة الدولية
لعب زونغو مباراته الدولية الأولى مع منتخب جنوب أفريقيا في المباراة التي انتهت بالفوز بنتيجة 2-0 على منتخب بوركينا فاسو يوم 17 أغسطس 2013. أحرز أولى أهدافه الدولية أمام سوازيلاند يوم 15 نوفمبر 2013 في المباراة التي انتهت بفوز جنوب أفريقيا بنتيجة.

### الأهداف الدولية
نتيجة جنوب أفريقيا تظهر أولًا.
| # | التاريخ        | الملعب                        | المنافس    | الهدف | النتيجة | البطولة     |
| - | -------------- | ----------------------------- | ---------- | ----- | ------- | ----------- |
| 1 | 15 نوفمبر 2013 | ملعب سومهلولو الوطني، لوبامبا | إسواتيني   | 1–0   | 3–0     | مباراة ودية |
| 2 | 30 نوفمبر 2014 | ملعب مبومبيلا، نيلسبرويت      | ساحل العاج | 1–0   | 2–0     | مباراة ودية |

## روابط خارجية
- بونغاني زونغو على موقع قاعدة بيانات كرة القدم.إي يو (الإنجليزية)
- بونغاني زونغو على موقع ناشيونال فوتبول تيمز (الإنجليزية)
- بونغاني زونغو على موقع Soccerway.com (الإنجليزية)
- بونغاني زونغو على موقع عالم كرة القدم.نت (الإنجليزية)
- بونغاني زونغو على موقع AS.com (الإسبانية)